# Coördinatiewet uitzonderingstoestanden
De Wet van 3 april 1996, houdende regeling met betrekking tot uitzonderingstoestanden (Coördinatiewet uitzonderingstoestanden) is een Nederlandse wet die de handhaving regelt van de “uitwendige of inwendige veiligheid” van Nederland, wanneer buitengewone omstandigheden, ofwel een noodtoestand, dit noodzakelijk maken.

## Uitroeping noodtoestand
De minister-president kan een besluit daartoe voordragen bij de koning. Dit zogenoemde Koninklijk Besluit kan leiden tot het uitroepen van de beperkte noodtoestand of de algemene noodtoestand. Termen als staat van oorlog of staat van beleg bestaan sinds 1996 niet meer in de Nederlandse wetgeving. Overigens spreekt de Nederlandse Grondwet in Artikel 96 nog steeds van het begrip “oorlogsverklaring”, alsmede in Artikel 113 van “oorlogsstrafrecht”.

## Opheffing noodtoestand
De Staten-Generaal kunnen in verenigde vergadering besluiten om de beperkte noodtoestand of de algemene noodtoestand op te heffen of aan een maximale termijn verbinden. Ook de minister-president kan daartoe een voorstel aan de koning doen, die vervolgens beoordeelt of de omstandigheden dit toelaten. De beperkte noodtoestand en de algemene noodtoestand kunnen nooit gelijktijdig bestaan; De invoering van de ene, strekt automatisch tot de beëindiging van de andere, indien daar sprake van is.

## Jurisdictie
De Coördinatiewet uitzonderingstoestanden is van toepassing op het grondgebied van Nederland, inclusief Bonaire, Sint Eustatius en Saba. De beperkte noodtoestand of de algemene noodtoestand kunnen voor het hele land van toepassing zijn, maar ook voor een gedeelte daarvan.

## Noodwetgeving
Na het inwerking treden van het Koninklijk Besluit kan noodwetgeving worden ingevoerd, ten aanzien waarvan de mogelijkheden zijn opgenomen in twee lijsten, behorend bij de Coördinatiewet uitzonderingstoestanden. Deze wet spreekt soms van “bepalingen” waar het gaat om noodwetgeving. Deze noodwetgeving hoeft niet “ter plaatse” te worden gemaakt, aangezien de Nederlandse wetgever in het verleden noodwetten heeft vastgesteld voor vele denkbare noodsituaties. Het invoeren van deze noodwetgeving geschiedt via een Koninklijk Besluit, welk wordt genomen op voorstel van de minister-president. Noodwetgeving (of bepalingen) kunnen op basis van deze wet niet met terugwerkende kracht in werking treden. Dat zou in strijd zijn met het in Nederland geldende legaliteitsbeginsel. De minister-president is in de wet aangewezen om dit via een voorstel aan de koning te doen, die op zijn beurt moet overwegen of de omstandigheden dit toelaten. In deze wet zijn geen uitdrukkelijke bepalingen opgenomen, die het de Staten-Generaal mogelijk maken om hieraan voorwaarden te stellen, of om te besluiten tot beperkingen dan wel uitbreidingen van de maatregelen. Dit in tegenstelling tot de bepalingen inzake de opheffing van de noodtoestand.

## Bestaande noodwetten
In de lijsten met instrumenten waarover de Nederlandse minister-president de beschikking kan krijgen op grond van deze wet, zijn onder meer opgenomen:
- Wet buitengewone bevoegdheden burgerlijk gezag
- Oorlogswet voor Nederland
- Wet verplaatsing bevolking
- Noodwet financieel verkeer
- Wet militaire inundatiën
- Kaderwet dienstplicht
- Inkwartieringswet
- Onteigeningswet
- Wet behoud scheepsruimte 1939
- Vervoersnoodwet
- Vaarplichtwet
- Distributiewet
- Hamsterwet
- Vorderingswet
- Prijzennoodwet
- Bodemproductiewet 1939
- Noodwet voedselvoorziening
- Noodwet arbeidsvoorziening
- Noodwet geneeskundigen
- Wet bescherming staatsgeheimen
- Noodwet rechtspleging
- Havennoodwet

## Voorbeelden bevoegdheden noodtoestand
- Op basis van noodwetgeving kan het militair gezag de bevoegdheid krijgen tot inzage van alle informatie in het bezit van burgers, dan wel overgaan tot inbeslagname voor dat doel. Personen met een geheimhoudingsplicht zijn hiervan uitgezonderd.[2]
- Bepaalde openbare ruimten of faciliteiten kunnen tot verboden gebied worden verklaard.[3][4]
- Er kan worden overgegaan tot een beperking van het mogen vertoeven in de open lucht.[5]
- Ook hebben bijvoorbeeld burgemeesters niet de beschikking over de gebruikelijke bevoegdheden aangaande het zelfstandig verkrijgen van bijstand voor de handhaving van de openbare orde en veiligheid.[6]
- Er kunnen regels worden gesteld ten aanzien van de inhoud van radio- en televisieprogramma’s en het toezicht daarop.[7]
- Rechterlijke ambtenaren kunnen tijdelijk worden aangesteld in de functie van raadsheer-plaatsvervanger, rechter-plaatsvervanger of kantonrechter-plaatsvervanger. Ook andere ambtenaren in de rechterlijke macht, inclusief rechters, kunnen (tijdelijk) andere functies krijgen.[8]
- Termijnen voor de toegestane duur van inverzekeringstelling en voorlopige hechtenis kunnen worden verdubbeld.[9][10]
- Banken kunnen beperkende regels opgelegd krijgen inzake het verlenen van kredieten. Ook kunnen banken een moratorium opgelegd krijgen of voorschriften inzake hun vergoedingen voor hun dienstverlening.[11]
- Noodgeld kan in omloop worden gebracht.[12]
- De Nederlandsche Bank kan aan de Staat kredieten of voorschotten in blanco verstrekken “ter versterking” van de Rijksschatkist.[13]
- Het recht op uitkeringen door verzekeraars beperken, dan wel kortingen opleggen, onder meer in verband met schade door terrorisme.[14]
- Overgaan tot onderwaterzetting van land, ofwel inundatie.[15]
- De regering kan overgaan tot het invoeren van militaire dienstplicht.[16]
- Regels stellen ten aanzien van prijzen van bijvoorbeeld goederen.[17]
- De regering mag ingrijpen in regels en afspraken ten aanzien van arbeidsverhoudingen en dienstbetrekkingen.[18]